# Ptiliolum fuscum
Ptiliolum fuscum är en skalbaggsart som först beskrevs av Wilhelm Ferdinand Erichson 1845.  Ptiliolum fuscum ingår i släktet Ptiliolum, och familjen fjädervingar. Arten är reproducerande i Sverige.